# Tour della nazionale maschile di rugby a 15 della Georgia 2003
Tra le due edizioni del 1999 e 2003 della coppa del Mondo di rugby, la nazionale gallese di rugby a 15 si reca varie volte in tour.
Due test di preparazione alla Coppa del Mondo di rugby 2003
| Biarritz 26 agosto 2003 | Biarritz | 21 – 0 | Georgia XV |  |

| Arbitro: | Iain Ramage |

|                                                               |      |                               |
| 3’ Castrogiovanni 33’ Lo Cicero 55’ Troncon 80+2’ Checchinato | mt   | 28’ Urjukashvili              |
| 55’ Pez                                                       | tr   | 28’ Jimcheladze               |
| 20’, 65’, 71’ Pez                                             | c.p. | 5’, 38’, 59’, 76’ Jimcheladze |
|                                                               | drop | 46’ Urjukashvili              |